# Colomyia corticii
Colomyia corticii är en tvåvingeart som beskrevs av Edwards 1922. Colomyia corticii ingår i släktet Colomyia och familjen gallmyggor. Inga underarter finns listade i Catalogue of Life.